# Lorenz Lechler
Lorenz Lechler (a veces como Lorenz Lechler von Heidelberg) fue un constructor y arquitecto alemán del siglo XV. Es conocido por haber compuesto un libro con las instrucciones básicas de construcción de catedrales góticas, titulado instrucciones (publicadas en 1516). Sus descripciones documentadas son interesantes, por ser las primeras expresadas desde el punto de vista de un constructor. Lo usual hasta la fecha era que este conocimiento fuera transmitido por monjes. 

## Carrera
Las Instrucciones fueron escritas por su hijo Moritz en el año 1516. En el periodo de transición entre el gótico tardío y el renacimiento. Una de sus obras reconociadas es el tabernáculo de la Iglesia de San Dionisio en Esslingen (1486-89). 